# Электронная система авторизации путешествий
Электронная система авторизации путешествий (англ. ESTA, Electronic System for Travel Authorization) — это автоматизированная система, которая определяет право туристов на поездку в США в рамках Программы безвизового въезда (VWP, Visa Waiver Program).
Заявки ESTA можно подавать в любое время, но путешественникам рекомендуется подать заявку не менее чем за 72 часа до поездки. ESTA взимает регистрационный сбор в размере 4 долларов США, а в случае одобрения взимается дополнительная плата в размере 17 долларов США на общую сумму 21 доллар США. Разрешение остается действительным в течение двух лет или до истечения срока действия паспорта, в зависимости от того, что наступит раньше.

## Страны-участники
По состоянию на 2023 год, граждане 41 страны могут путешествовать в США по Программе безвизового въезда:
- Андорра
- Австралия
- Австрия
- Бельгия
- Бруней
- Чили
- Хорватия
- Чехия
- Дания
- Эстония
- Финляндия
- Франция
- Германия
- Греция
- Венгрия[a]
- Исландия
- Ирландия
- Израиль
- Италия
- Япония
- Латвия
- Лихтенштейн
- Литва
- Люксембург
- Мальта
- Монако
- Нидерланды
- Новая Зеландия
- Норвегия
- Польша
- Португалия
- Сан-Марино
- Сингапур
- Словакия
- Словения
- Республика Корея
- Испания
- Швеция
- Швейцария
- Китайская Республика[b]
- Великобритания[c][4]

Посетители по Программе безвизового въезда могут оставаться в Соединенных Штатах в течение 90 дней, включая время, проведенное в Канаде, Мексике, Бермудских островах или на островах Карибского моря, если прибытие осуществлялось через территорию США.

## Notes
1. ↑  Только граждане Венгрии, рожденные в Венгрии.'"`UNIQ--ref-00000001-QINU`"''"`UNIQ--ref-00000002-QINU`"'
2. ↑  Только держатели паспортов с национальным идентификационным номером.
3. ↑  Граждане Великобритании имеют право участвовать в Программе безвизового въезда, но граждане британских зависимых территорий — нет.

## References
1. ↑  Implementing Recommendations of the 9/11 Commission Act of 2007. United States Congress. Дата обращения: 2 мая 2024. Архивировано 22 мая 2022 года.
2. ↑  Frequently asked questions Архивная копия от 15 мая 2022 на Wayback Machine, Electronic System for Travel Authorization, U.S. Customs and Border Protection.
3. ↑  Visa Waiver Program. U.S. Department of State. Дата обращения: 14 июля 2023. Архивировано 3 декабря 2017 года.
4. ↑  Passports Архивная копия от 18 октября 2020 на Wayback Machine, U.S. Embassy & Consulates in the United Kingdom.